# Musée du Hurepoix
Le musée du Hurepoix est un musée situé dans la commune française de Palaiseau, dans le département de l'Essonne et la région Île-de-France, consacré à l'ancienne province du Hurepoix.

## Situation
Le musée est situé en centre-ville dans l'ancien hôtel de Brière du XVIIe siècle.

## Histoire
En 1985, la société historique de Palaiseau organisa une collecte d'objets du quotidien au début du XXe siècle. En 1989 fut organisée l'exposition Les Palaisiens en 1900 puis en 1990 celle intitulée Mémoire vivante. À partir de 1991, les différentes collections furent présentées ensemble sous le vocable Musée Palaisien du Hurepoix. Géré par la Société Historique de Palaiseau, une association, le musée a été créé dans le but de « sauvegarder les objets de la vie quotidienne, du travail, ainsi que les coutumes de nos ancêtres, pour les transmettre aux futures générations. »

## Collections
Le musée présente essentiellement des costumes et des outils de travail des temps passés : 
- les vieux métiers comme le vannier, le bourrelier, l'horloger, le graveur sur acier ou l'imprimeur[2] ;
- l'artisanat avec les laveuses et repasseuses ou les modistes[3].
- scènes de vie en Hurepoix : Réception dans le jardin, Salon Bourgeois fin 19e, Salle Commune chez les Maraîchers[4] ;
- Collection de parures en jais, de dentelles, de mercerie, etc.

## Galerie
|  |  |

|  |  |